# Los Chanchín
Los Chanchín es un cuento de fábula escrito por el periodista, escritor y empresario Constancio C. Vigil (Rocha, Uruguay; 4 de septiembre de 1876 - Buenos Aires; 24 de septiembre de 1954)  cuya primera edición tuvo lugar en 1941 a través de la editorial Atlántida, fundada por él mismo.
El cuento trata de las desventuras de una familia de cerdos que escapan del chiquero y deambulan un par de días por el campo hasta que son hallados por el amo.

## Resumen del cuento
Una familia de cerdos compuesta por el matrimonio Chanchín y sus hijos, (cuya cantidad no se especifica en el cuento y además varía de acuerdo a los ilustradores) logra escapar del chiquero cuando advierten que la puerta tranquera había sido cerrada en falso por el amo. 
Luego de huir del corral logran alcanzar el campo abierto y llegan hasta la orilla de un torrente donde beben agua y descansan. El problema mayor con el que se encuentran es la falta de alimentos debido a que en el corral ellos eran alimentados con maíz a horas regulares. Durante su período de libertad ellos van encontrándose con otros animales, entre ellos el sapo huevero, de los cuales aprenden alguna lección de vida hasta que, sin que ellos puedan advertirlo, son descubiertos por el amo que armado con un palo, tras correrlos por el campo les propina una terrible paliza volviendo a recluirlos en el chiquero. El cuento concluye con la familia Chanchín nuevamente en cautiverio y con el señor Chanchín sintiendo tanta ira y vergüenza que es incapaz de hablar durante meses y se autoflagela golpeándose la cabeza con sus orejas cada vez que uno de sus hijos lo mira.

### Análisis
A lo largo del cuento los protagonistas se plantean la situación dual en la que se encuentran ya que pese a haber logrado la libertad son incapaces de proveerse los alimentos de los cuales gozaban estando cautivos aunque el precio de esa comodidad sería la de terminar convertidos en embutidos tarde o temprano.
Magdalena Helguera en su obra "A salto de sapo (narrativa uruguaya para niños y jóvenes) plantea las diferencias entre el caso de la popular hormiguita viajera, que tras perderse en el campo busca afanosamente de regresar al hormiguero, con el de otros personajes como el mono relojero en el de los Chanchín, que tras fracasar en su búsqueda de libertad y éxito son puestos otra vez en cautiverio de forma humillante, insistiéndose de modo literario con un mensaje en cierta manera represor.

### Ediciones e ilustradores
La obra fue publicada en diferentes formatos en sus más de siete ediciones, la gran mayoría de ellas ilustradas por Federico Ribas, un artista casi omnipresente en los libros de Vigil. También existió una tirada de la fábula en formato minilibro de tapa blanda con ilustraciones de Líber y posteriormente a fines de la década de 1960 la editorial Atlántida volvió a editar una nueva tirada de libros en un formato de tapa dura de 36 páginas, donde se mantenía el argumento de las anteriores tiradas, con ilustraciones de Barnes Ayax, el cual combinó técnicas de pintura conjuntamente con collage para los gráficos.